# サンレーモ
サンレーモ（イタリア語: Sanremo）は、イタリア共和国リグーリア州インペリア県にある、人口約5万人の基礎自治体（コムーネ）。リグーリア海岸の港湾都市・観光都市であり、インペリア県内最多の人口を有するコムーネである。
サンレモ音楽祭をはじめとするさまざまなイベントの舞台として知られる。

## 名称
サンレモの公式の綴りは「Sanremo」である。この町の守護聖人であるジェノヴァの聖ロムルス (Romulus of Genoa) （イタリア語ではサン・ロモロ（San Romolo））の地元リグリア語の発音を示したものである。日本語では「サンレモ」または「サンレーモ」と転記される。
1924年に当時の市長が（理由不明だが）「San Remo」という綴りを導入し、ファシスト党政権期には公式文書で使用された。当時の「San Remo」という表記は現在でも道路標識や観光情報に残っていることがあり、英語の文書でも見られることがある。日本語でもその翻訳として「サン・レモ」という表記が使われることがある。

## 地理

### 位置・広がり
インペリア県東南部、地中海（リグーリア海）に面したリグーリア海岸の都市で、県都インペリアから西南西へ約22km、モナコから東北東へ約30km、州都ジェノヴァから西南へ113kmの距離に位置する。

#### 隣接コムーネ
隣接するコムーネは以下の通り。
- チェリアーナ - 北
- タッジャ - 東
- オスペダレッティ - 南西
- セボルガ - 西
- ペリナルド - 北西
- アプリカーレ - 北西
- バヤルド - 北西

- 市街
- 市街
- サンレーモ港

### 地震分類
イタリアの地震リスク階級 (it) では、2 に分類される
。

## 行政

### 分離集落
サンレーモには以下の分離集落（フラツィオーネ）がある。
- Beuzi, Bevino, Borello, Bussana, Coldirodi, Gozo Inferiore, Gozo Superiore, Poggio, San Bartolomeo, San Giacomo, San Giovanni, San Romolo, Pian Della Castagna,  Picchetta, Verezzo, San Pietro, Villetta

## 社会

### 産業・経済
この街は古くから生花の栽培が盛んである。毎年元日に開催されるウィーン・フィルハーモニー管弦楽団のニューイヤーコンサートにはサンレーモから花が贈られ、ウィーン楽友協会の大ホールを飾る。

## 文化・観光

### 音楽
ポピュラー音楽の音楽祭「サンレモ音楽祭」で知られる。サンレモ音楽祭は1951年より毎年開催されている。

### スポーツ
自転車ロードレースのワンデーレースであるミラノ〜サンレモのゴールとなる都市である。ゴール地点は市内のローマ通りである。
この他、ラリー（自動車競技）の「ラリー・サンレモ」は1973年から2003年まで世界ラリー選手権（WRC）の一戦に組み込まれていた。

## 姉妹都市・提携都市

### 姉妹都市
- 熱海市（日本、静岡県）[6]
  - 1976年11月10日 姉妹都市盟約締結

気候風土や景観が類似し、観光保養都市として共通性をもつところから。
- ヘルシンゲル（Helsingør）（デンマーク）
- カールスコーガ（Karlskoga）（スウェーデン）

### 音楽文化友好交流協定
- 浜松市（日本、静岡県）

## 人物

### 著名な出身者
- イタロ・カルヴィーノ - 20世紀の作家。出生地はキューバ。サンレーモで成長。

### 居住その他ゆかりある人物
- ゲオルギー・プレハーノフ - ロシア社会主義の父。革命で、サンレーモからロシアへ向かった。
- メフメト6世 - オスマン帝国の第36代皇帝。サンレーモで死去した。